# Бритва
Бритва, брица, бријач, посебан и изузетно оштар нож којим се брије. Као и сваки нож, служи и као оружје. Чине је дршка или корице и сјечиво. Корице могу бити начињене од различитих материјала, а сјечиво је од челика. Преклапањем, сјечиво улази у сопствену дршку (рукохват), која постаје корице, чинећи га тако безопасним. Употребљавали су је готово сви народи. Данас се врло ријетко употребљава за бријање.

## Историјат
Прве бритве израђиване су од шкољки и зуба ајкула. О томе свједоче археолошки налази из каменог доба стари шест миленијума. Бритве су израђиване од неких стена, као што је кремен. Оне су изузетно оштре и дуго су биле у предности и над бритвама од, у то вријеме познатих, метала.
Нашли су их у ископинама древног Египта, Кине, Јапана , Грчке , Римске државе. Сечива су им прављена од бронзе, али и од злата.
Прве бритве нису биле зглобне, већ су биле израђиване из једног, монолитног комада. Временом су претрпјеле разне измјене. Између осталог постале су зглобне и различитијих облика. Сјечива су од све квалитетнијих челика и све оштрија, а ручке, односно корице од различитих материјала, прављене и од племенитих метала и украшаване и богаћене апликацијама драгог камења. У намјери да постану још оштрије, и да дуже квалитетно брију, начињене су бритве код којих се оштрице мијењају. Проналаском бријача, америчког бизнисмена Кинг Жилета, коме је сјечиво замјењивао лист метала за једнократну употребу, настају „жилети“, који ускоро и потпуно замјењују класичну бритву. У времену жилета и електричних апарата за бријање, бритва је готово потпуно престала да се употребљава. Од бритве на другу страну настају преклапајући ножеви перорези - чакије.

## Употреба
Углавном се употребљавају за „мокро бријање“, код ког се лице прије бријања кваси посебном течношћу и сапуном за бријање. Њена употреба захтијева одређену вјештину. И најмања неспретност и лош угао према кожи лица може да произведе неугодне повреде. Бритва се током бријања мора више пута оштрити.

## Митолошко значење
Бритва, као и свака друга стара и корисна људска направа, има и своје митолошко значење. Бритва, моћно и опасно оружје за одбрану и напад у реалном животу, се пресликала у свијет мита као заштитно средство против злих духова. У српској митологији се посебно вјерује у моћ бритве црних корица. У Хомољу се бритва за одбрану од злих духва припрема на посебан начин. На дан светог Вратоломе старице су припремале бритву са корицама од десног рога црног овна коју су стављале у тепсију са водом на двориште за вријме помрачења („једења“) мјесеца. Том приликом тихо су изговарале:
„Кано што тебена, божја светлоношо, не могу ништа учинити небесни ђаволи и але, тако да не може никаква болештина ништа учинити онем над којим се принесе ова бритвица. Услиши је, месече, ојачај је, месече, освегти је, месече “
Ово се понавља три пута док траје помрачење. После тога жене се крсте три пута, а затим изваде бритву из воде и држе сутра цео дан у недрима. На крају је вежу за појас и не скидају је све до смрти. Вјеровало се да оваква бритва има велику моћ и да ће проћи и најтеже болести када се њом пребаје болесник. Таква бритва губи своју моћ чим промјени власника. Постаје обичан нож.